# Regadenoson
El regadenoson és un fàrmac vasodilatador coronari selectiu, utilitzat en la prova d'esforç farmacològica que permet fer estudis d'imatge de perfusió miocardíaca (MPI) amb radionúclids en pacients adults que no es poden sotmetre a una adequada prova d'esforç amb exercici.
Permet identificar la presència de coronariopatia, dilatant les artèries del cor i augmentant el flux sanguini per tal de facilitar la detecció de bloquejos o obstruccions en les artèries del cor. Aquest medicament està indicat únicament per a ús diagnòstic.

## Farmacologia
El regadenoson és un derivat del nucleòsid adenosina. El seu mecanisme d'acció, és similar al de l'adenosina i es basa en l'estimulació depenent d'AMP. És un agonista de baixa afinitat (Ki ≈ 1,3 µM) pel receptor A2A de l'adenosina, amb una afinitat 10 vegades menor pel receptor A1 (Ki > 16,5 µM) i una afinitat pràcticament nul·la pels receptors A2B i A3. Així doncs, a diferència de l'adenosina es considera un agonista selectiu dels receptors A2A coronaris. L'activació d'aquests receptors produeix vasodilatació coronària i augmenta el flux sanguini coronari (FSC). El regadenoson augmenta la freqüència cardíaca a través d'una estimulació directa de l'activitat simpàtica cardíaca i/o mitjançant una resposta indirecta simpàtica reflexa (o retirada vagal) a una disminució en la resistència vascular perifèrica.
En ser un agonista selectiu dels receptors A2A es pot utilitzar en pacients amb hiperactivitat bronquial, asma lleu i moderat, i broncopneumopatia crònica obstructiva (BNCO), situacions en què no es pot utilitzar dipiridamole ni adenosina, els altres fàrmacs amb indicació de diagnòstic en prova d'esforç farmacològica.

## Reaccions adverses
Les reaccions adverses (RA) en la majoria de pacients que van rebre regadenoson en els assaigs clínics van ser lleus i transitòries (habitualment es van resoldre en els 30 minuts posteriors a l'administració del fàrmac) i no van requerir intervenció mèdica. Les reaccions adverses que s'han comunicat amb major freqüència durant el desenvolupament clínic en un total de 1651 pacients/voluntaris són: dispnea (29%), cefalea (27%), rubor (23%), dolor toràcic (19%), alteracions en el segment ST de l'electrocardiograma (18%), molèsties gastrointestinals (15%) i mareigs (11%).

## Comercialització
Una de les marques comercials és Rapiscan i la seva presentació són vials de 5ml que contenen 400mcg de principi actiu. La posologia recomanada consisteix en una injecció ràpida de 400 micrograms (5 ml) en una vena perifèrica. No és necessari realitzar un ajust de la dosi en funció del pes corporal. Immediatament després de l'administració de regadenoson s'han d'administrar 5 ml de solució injectable de clorur sòdic al 0,9%. A continuació, 10-20 segons després, s'administra el radiofàrmac per a l'estudi de perfusió miocardíaca.